# عاشیق یوسف اوهانس
عاشیق یوسف اوهانس در سال ۱۳۰۶ در روستای دیزج تکیه  از توابع شهرستان ارومیه به دنیا آمد. این هنرمند از اقلیت‌های آشوری بود. وی شب ۲۱ اردیبهشت ماه ۱۳۹۸ در سن ۹۲ سالگی درگذشت.
این عاشیق جایزه اخلاق و نیایش را به خاطر اشاعه آواهای آیینی دریافت کرده است. در سال ۱۳۹۱، با حضور مسئولان میراث فرهنگی، در سالن آمفی تئاتر شهید امینی موزه ارومیه از تندیس عاشیق "دهقان" و عاشیق "یوسف اوهانس" رونمایی شد. بعلاوه، از او در جشنواره‌های مختلف تقدیر شده است.